# العلاقات المارشالية الكولومبية
العلاقات المارشالية الكولومبية هي العلاقات الثنائية التي تجمع بين جزر مارشال وكولومبيا.

## مقارنة بين البلدين
هذه مقارنة عامة ومرجعية للدولتين:
| وجه المقارنة                                              | جزر مارشال                     | كولومبيا        |
| --------------------------------------------------------- | ------------------------------ | --------------- |
| المساحة (كم2)                                             | 181                            | 1.14 مليون      |
| عدد السكان (نسمة)                                         | 53.13 ألف                      | 49.07 مليون     |
| الكثافة السكانية (ن./كم²)                                 | 29.35 ألف                      | 43.04           |
| العاصمة                                                   | ماجورو                         | بوغوتا          |
| اللغة الرسمية                                             | لغة إنجليزية، اللغة المارشالية | اللغة الإسبانية |
| العملة                                                    | دولار أمريكي                   | بيزو كولومبي    |
| الناتج المحلي الإجمالي (بليون دولار)                      | 199.40 مليون                   | 309.19 مليار    |
| الناتج المحلي الإجمالي (تعادل القوة الشرائية) بليون دولار | 207.25 مليون                   | 724.96 مليار    |
| الناتج المحلي الإجمالي الاسمي للفرد دولار أمريكي          | 3.38 ألف                       | 7.60 ألف        |
| الناتج المحلي الإجمالي للفرد دولار أمريكي                 | 3.80 ألف                       | 13.36 ألف       |
| مؤشر التنمية البشرية                                      |                                | 0.720           |
| رمز المكالمات الدولي                                      | +692                           | +57             |
| رمز الإنترنت                                              | .mh                            | .co             |
| المنطقة الزمنية                                           | ت ع م+12:00                    | 00              |

## منظمات دولية مشتركة
يشترك البلدان في عضوية مجموعة من المنظمات الدولية، منها:
| علم المنظمة | اسم المنظمة                   | تاريخ انضمام جزر مارشال | تاريخ انضمام كولومبيا |
| ----------- | ----------------------------- | ----------------------- | --------------------- |
|             | البنك الدولي للإنشاء والتعمير | 21 مايو 1992            | 24 ديسمبر 1946        |
|             | يونسكو                        | 30 يونيو 1995           | 31 أكتوبر 1947        |
|             | الاتحاد الدولي للاتصالات      | 22 فبراير 1996          | 25 أغسطس 1914         |
|             | مؤسسة التمويل الدولية         | 23 سبتمبر 1992          | 20 يوليو 1956         |
|             | منظمة الشرطة الجنائية الدولية | ?                       | ?                     |
|             | الأمم المتحدة                 | 17 سبتمبر 1991          | 5 نوفمبر 1945         |
|             | مؤسسة التنمية الدولية         | 19 يناير 1993           | 16 يونيو 1961         |
|             | منظمة حظر الأسلحة الكيميائية  | ?                       | ?                     |